# 闘え! サラリーマン
「闘え! サラリーマン」（たたかえサラリーマン）は2010年11月17日に発売された、ケツメイシのメジャー20作目・通算23枚目のシングル。

## 概要
前作「お二人Summer」から4か月ぶりのシングル。
MVでは前作に続き、メンバー歌唱シーンが撮影された。「トモダチ」から「お二人Summer」まで続いていたオリコントップ10入りが本作で一旦途絶えた。
初回限定盤は特製高級おしぼりが同梱。初回盤・通常盤共通購入特典として、当選者の会社の宴会にケツメイシが登場する応募抽選券が封入された。
ジャケットには、サントリー角瓶のラベルが貼られているウイスキー入りコップが載っている。

## 収録曲
全曲　作詞：ケツメイシ　作曲・編曲：ケツメイシ・Naoki-T
1. 闘え! サラリーマン
  - ぐるなびCMソング
  - リードボーカルは大蔵。シングルでは「涙」以来、久々にRYOJIにラップパートがある。
2. 夜空ノシタ
  - Kがピアノで参加している。
3. 闘え! サラリーマン ～カラオケ～
4. 闘え! サラリーマン ～宴会LOVERS～